# Чехович, Шимон
Ши́мон Чехо́вич (пол. Szymon Czechowicz, бел. Сымон Чаховіч, Шыман Чаховіч, лит. Simonas Čechavičius; 22 июля 1689 (по другим сведениям, это дата крещения), Краков — 21 июля 1775, Варшава) — польский художник, работавший в Польше, Литве, Белоруссии, Украине; один из наиболее выдающихся живописцев второй половины XVIII века в Речи Посполитой.

## Биография
Родился в семье золотых дел мастера Яна Чеховича. В ранней молодости при дворе Франциска Максимилиана Оссолинского сначала играл в капелле, затем обучался у неизвестного художника изобразительному искусству. Позднее обучался искусству в Академии Святого Луки в Риме (самые ранние сведения о его пребывании в Риме относятся к 1714 году) и затем долгое время жил там. В 1716 году получил две награды академии за два свои рисунка.

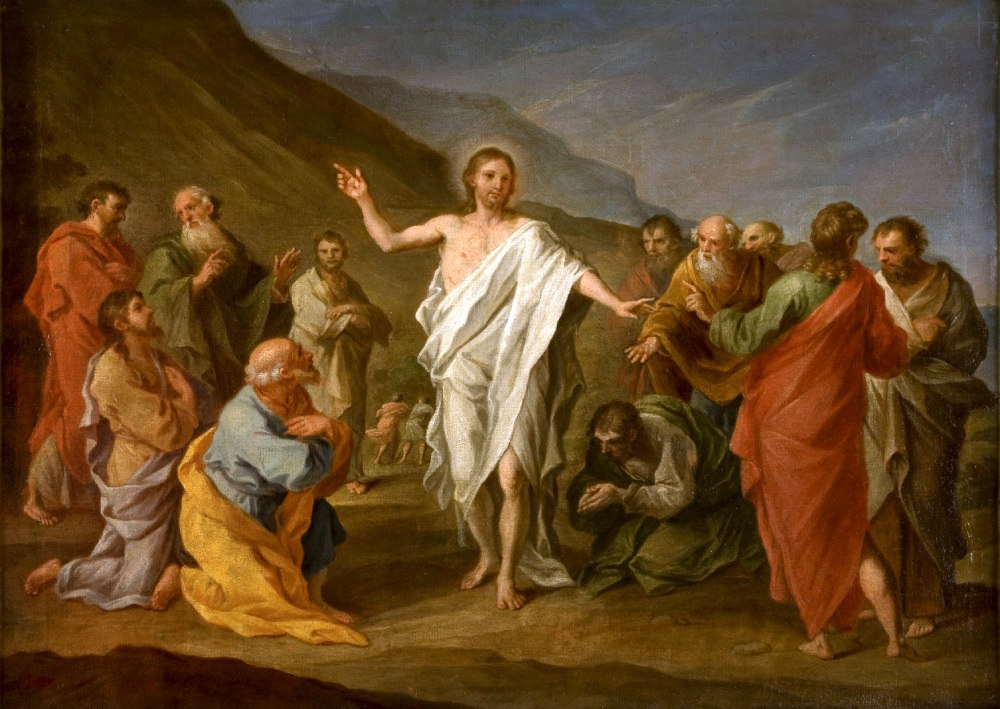
«Воскресение» (1758)

С 1725 года состоял в Конгрегации доблестных (Congragazione dei virtuosi) при Пантеоне и до конца 1730 года участвовал почти во всех собраниях братства.
В Риме изучал произведения Рафаэля, копировал гобелены из ватиканской Галереи гобеленов (Galleria degli Arazzi), написал несколько картин и образов для римских храмов, а также, по заказам из Польши, для костёла пиаров в Кракове и собора в Кельце.
В 1731 году вернулся в Польшу. Безуспешно пытался занять должность придворного художника при короле Августе II, так же неудачно повторял попытку в 1737 году). Жил в Варшаве, Кракове, Познани, до 1762 года в Подляшье, писал картины религиозной тематики (для костёлов в Варшаве, Кракове, Ополе-Любельске, Тыкоцине, Познани, Венгруве, Семятыче и других городов и местечек)
В 1753 и 1770 годах жил в Великом княжестве Литовском и здесь создал свои наиболее ценные произведения. Около 1770 года написал 44 картины для Полоцкой иезуитской коллегии (включая портреты папы Павла III, папы Григория XIII, епископа Евстафия Воловича, короля Стефана Батория).
Последние годы провёл в Варшаве, где с помощью учеников писал картины для варшавских костёлов.
Умер в Варшаве и был похоронен в крипте братьев капуцинов.

## Творчество

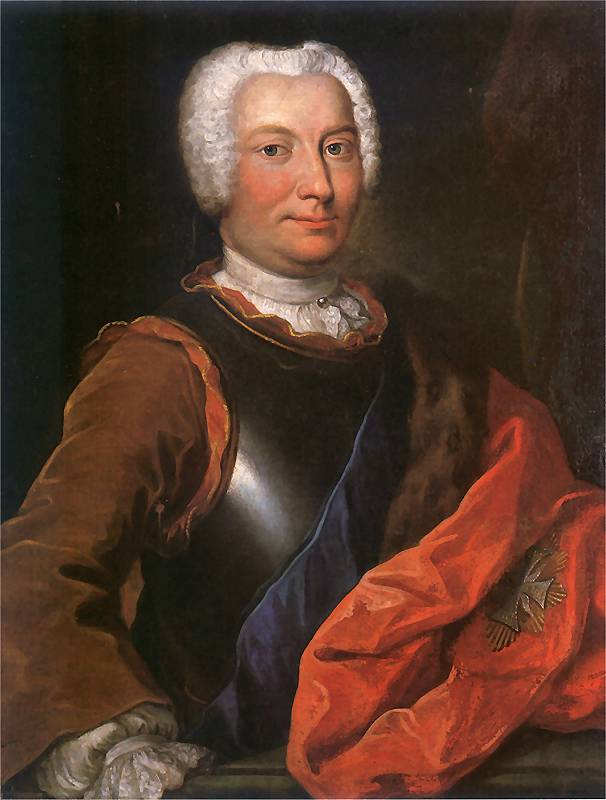
Портрет Яна Чапского

Писал портреты, образа, занимался монументальной живописью. Самая ранняя из известных работ Чеховича относится к 1715 году («Распятие» в ризнице римского костёла Святого Станислава, по картине Гвидо Рени). Написал на холсте картины «Христос среди фарисеев» (по гравюре с композицией Питера Пауля Рубенса) и «Избиение младенцев» (по картине Рени).
В 1731—1734 годах для дворца Оссолинского в Стердыне написал портреты в полный рост Франциска Максимилиана Оссолинского и Юзефа Оссолинского. Написал также портреты Яна Фредерика Сапеги, князя Михала Юзефа Масальского и других вельмож.
В Вильне написал образа для костёлов Святой Терезы, Святой Екатерины, доминиканского костёла Святого Духа, Святого Рафаила, Святого Стефана и других храмов. Возможно, принимал участие в создании росписи Несвижской коллегии костёла Тела Божия.
Использовал иконографические композиции Рафаэля, фламандских живописцев (в частности, П. П. Рубенса и А. ван Дейка). В церковных образах выступает последователем живописи зрелого римского барокко, в особенности Карло Маратти и Бенедетто Лути. Заметно также влияние Рени и Микеланджело.

## Значение
Большое количество картин Чеховича была выполнена с помощью учеников; Чехович воспитал новое поколение художников, работавших уже в конце XVIII века.
Считается наиболее выдающимся художником Речи Посполитой своего времени, хотя его барочные, несколько сентиментальные произведения уже не вполне отвечали вкусам второй половины XVIII века и по своей стилистике отставали от господствовавшей в Западной Европе.
Религиозные картины Чеховича были очень популярны в Литве и продолжали копироваться в XIX веке. В различных костёлах Белоруссии и Литвы находятся копии его образов; к самым распространённым копиям относятся «Святой Иосиф» и «Святой Иоанн Кентийский».
Полотна Чеховича хранятся в Музее князей Чарторыйских и Национальном музее в Кракове, Национальном музее в Варшаве, Художественном музее Литвы в Вильнюсе, Львовской картинной галерее, Государственном Русском музее в Санкт-Петербурге и других музейных собраниях.

## Галерея

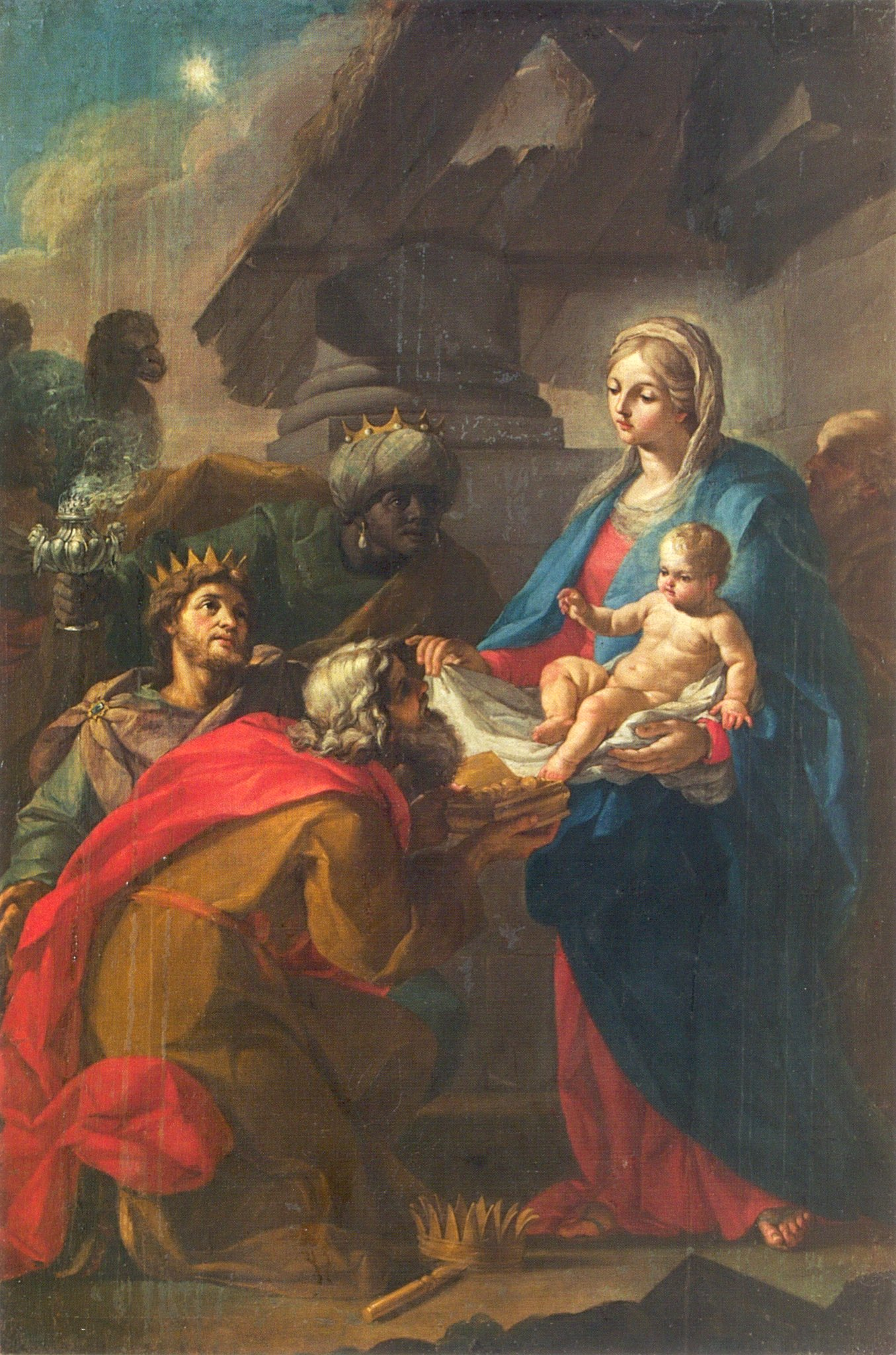
Поклонение волхвов
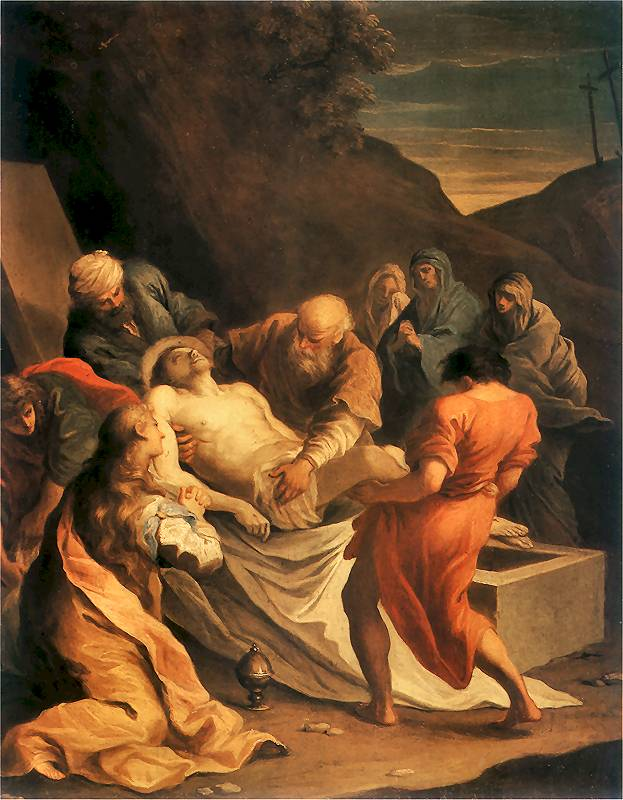
Положение во гроб
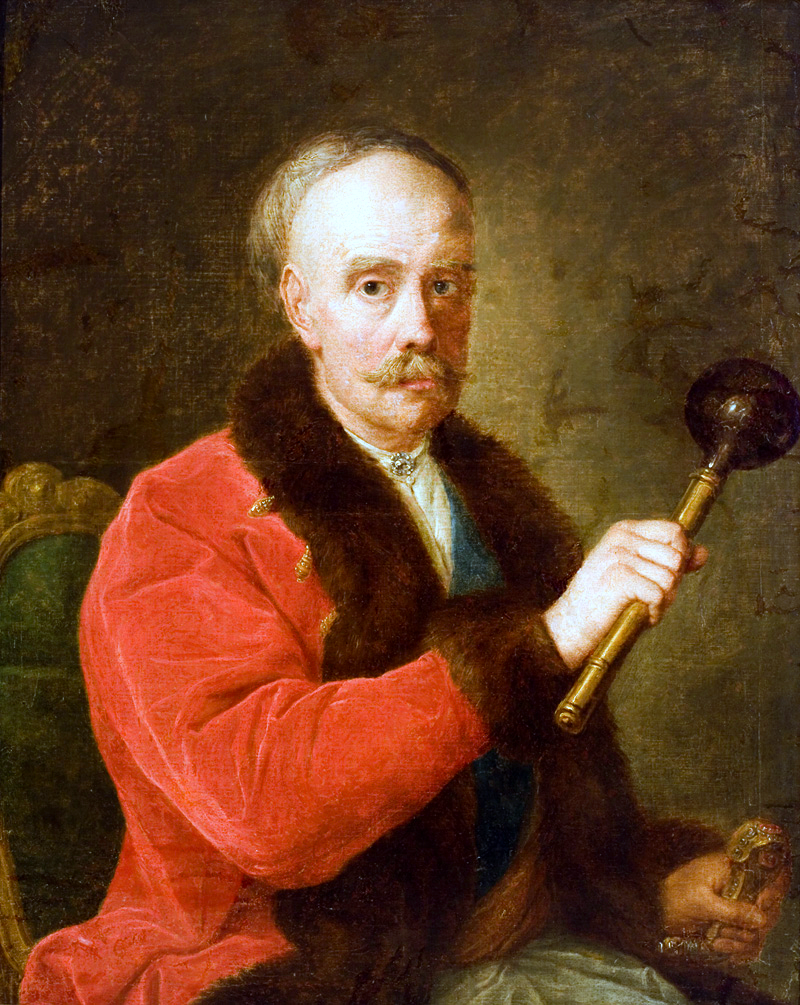
Портрет Михала Юзефа Масальского